# نهر ستيوارت
نهر ستيوارت - كوينزلاند

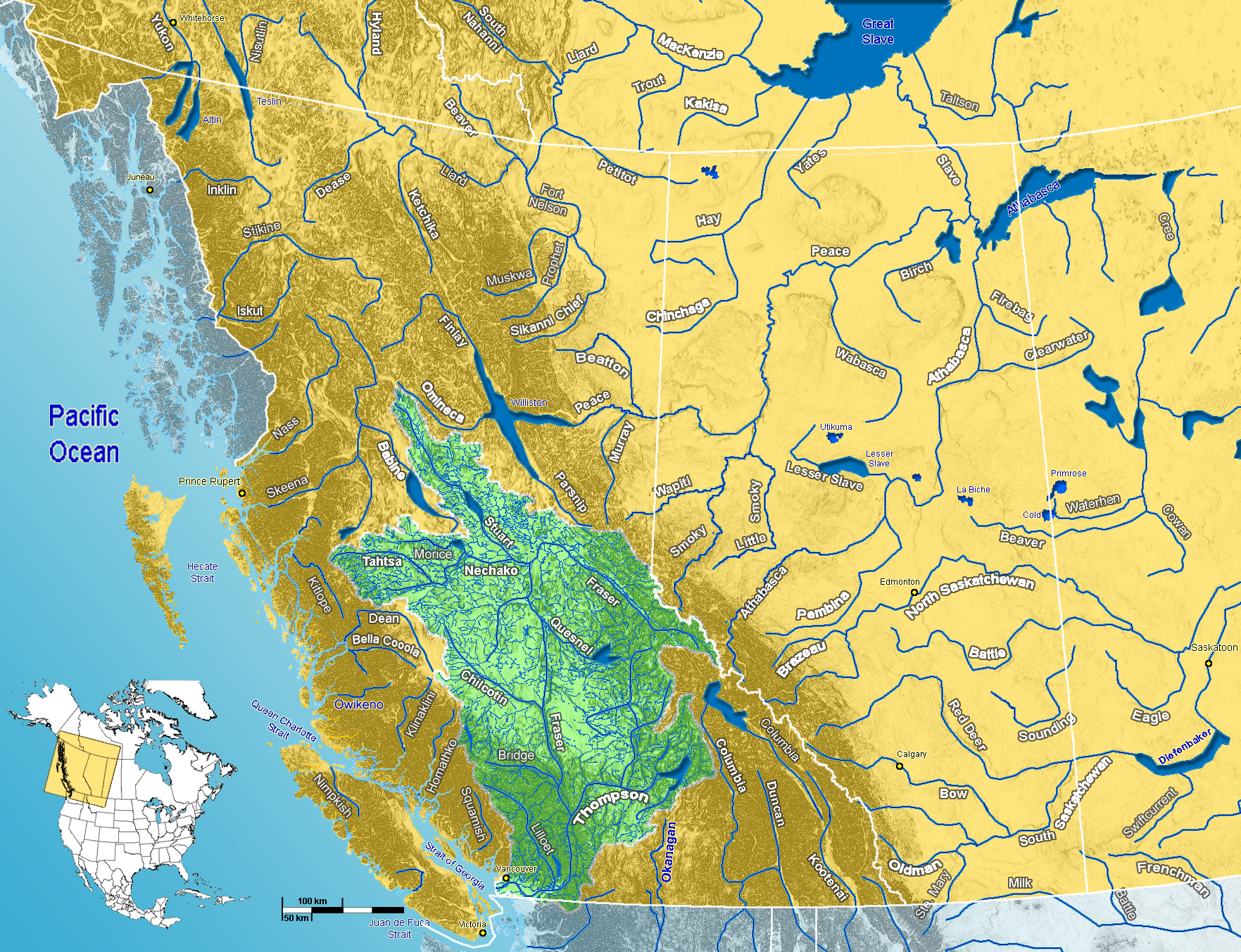

نهر ستيوارت بالإنجليزية (Stuart River): هو نهر يقع في خليج وادي بورنيت الواسع Bay-Burnett في كوينزلاند, أستراليا, النهر يصب في سد بوندوم Boondooma ومن ثمّ إلى نهر بوين, وهو رافد لنهر بورنيت, مساحة حوض النهر تعتبر صغيرة نسبياً 65 كم2.
مترجم من http://en.wikipedia.org/wiki/Stuart_River_%28Queensland%29
‌